# ブラヒン隕石

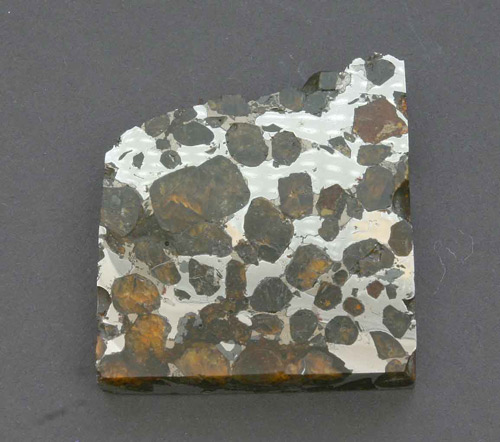
ブラヒン隕石切り出しサンプル、白い部分が鉄ニッケル合金、濃い色の部分はカンラン石

ブラヒン隕石（ブラヒンいんせき、Brahin MeteoriteまたはBragin 、Bragim）はベラルーシで1810年（1807年という説もある）から発見されている隕石である。1810年に80kgと20kgの2個の破片が発見され､その後も約20個の破片が発見され、総回収量は1000kgを越えている。コレクターの間に比較的安価で流通している。石鉄隕石の一種でカンラン石と鉄から構成されるパラサイトと呼ばる種類に分類される。落下した年代は数億年前であると見積もられているが不明である。隕石は3kmの巾の15Kmほどの地域から発見され、2002年にも227kgの隕石が地中3mの深さから発見された。